# Schambach (Altmühl, Riedenburg)
Die Schambach ist ein mehr als 16 Kilometer langer, rechter Zufluss der Altmühl bei Riedenburg, in den südöstlichen Ausläufern der Fränkischen Alb.

## Name
Das Bestimmungswort Scham- kommt vom althochdeutschen skam 'kurz'. Entsprechend lautet die Bedeutung 'kurzer Bach'.

## Geographie

### Schambachursprung

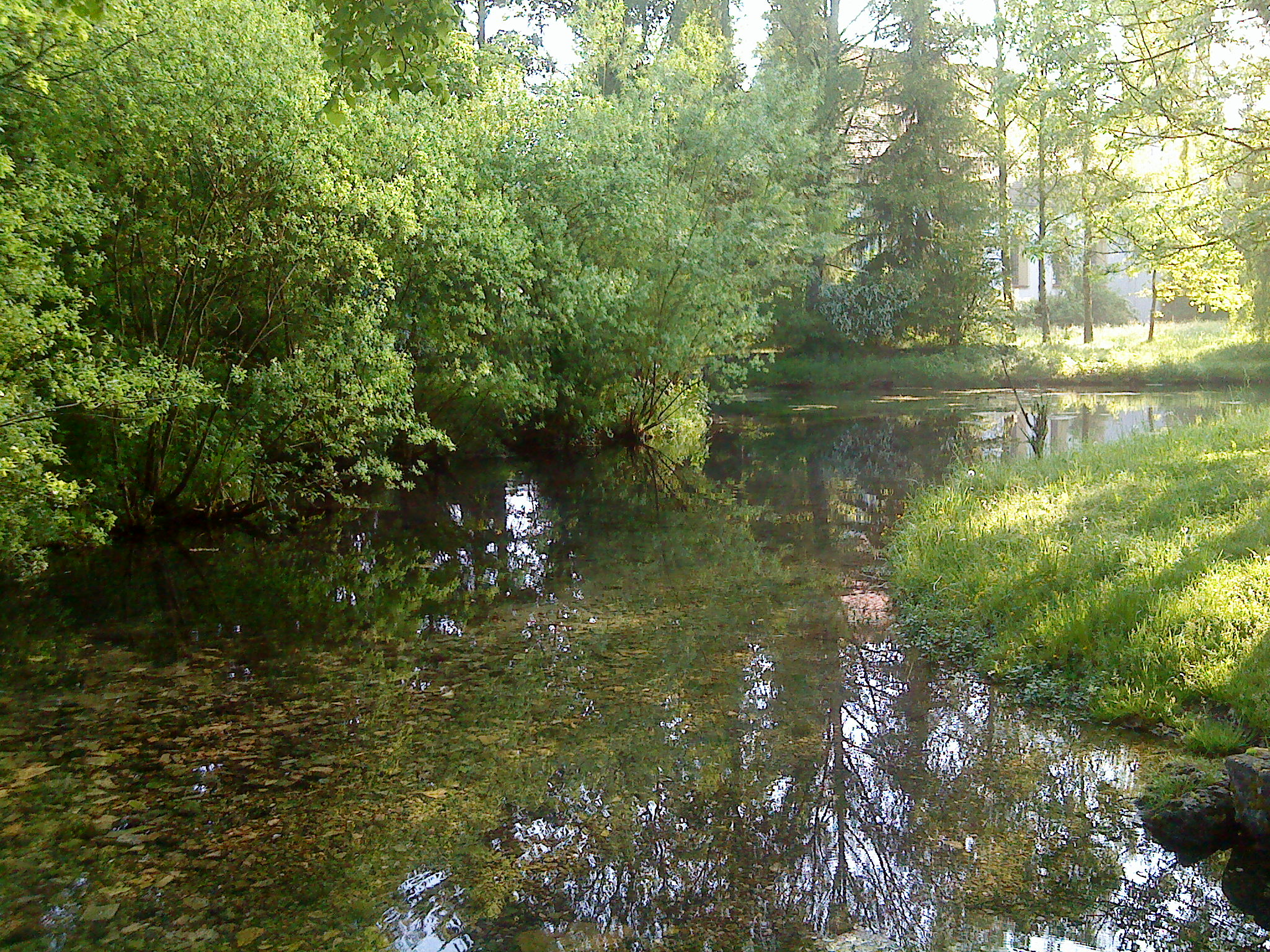
Der Schambachursprung

Der Schambachursprung befindet sich in Schamhaupten. Es ist eine Karstquelle mit einer mittleren Schüttung von 330 Liter pro Sekunde. Die Quellen liegen in einem großen Quellweiher, der in einen kleinen übergeht. Der große Weiher ist etwa 150 Meter lang, 35 Meter breit und umschließt eine kleine Insel.
Bergwärts von hier lässt sich das Tal noch sehr viel weiter verfolgen, es beginnt nämlich beim Dörndorf etwa neun Kilometer in Luftlinie westnordwestlich von Schamhaupten, es ist aber in den meisten Abschnitten dauerhaft trocken. Ein unbeständiger Oberlauf darin unmittelbar oberhalb des Schambachursprungs beginnt beim Zulauf des Höllentals ins Forsttal am Roten Kreuz und ist etwa 2,3 Kilometer lang.

### Verlauf
Die Schambach fließt nach Schamhaupten durch das Riedenburger Schambachtal zunächst nach Süden. Bei Sandersdorf wendet sie sich in Richtung Osten und erreicht über Neuenhinzenhausen und Sollern den Markt Altmannstein. Von dort wird ihr Flusslauf von der Staatsstraße 2231 nach Norden begleitet. Sie fließt weiter durch Hexenagger und  den gleichnamigen Ort Schambach. In Riedenburg mündet die Schambach über eine Felsentreppe mit einem Wasserfall von über fünf Metern Höhe in den Stadtweiher, der eine Verbindung zur Altmühl hat.
Ihre Gewässergüteklasse ist II (mäßig belastet).

## Geschichte
Dem trockenen Obertal und dem Oberlauf der Schambach bis zu seiner Linkswende ab Altmannstein folgt auf den rechten Randhügeln in einem Abstand von meist unter einem Kilometer der Obergermanisch-Raetische Limes.